# Anillaco
Anillaco è una centro abitato dell'Argentina, appartenente alla provincia di La Rioja, situata nel nord della provincia.